# 一竿子忠綱
一竿子 忠綱（いっかんし ただつな）は、江戸時代元禄期頃の摂津国の刀工。二代近江守忠綱。新刀上々作にして良業物。氏は浅井氏で、通称は「万太夫」と伝わる（万太夫銘の作はない）。「一竿子」は号で、寳永、元禄頃の刀身彫りが施されている作の銘に主に使われている。沼田土岐家伝来の千鳥十文字槍に「合勝軒忠綱」銘の物をみる。

## 概要
鎌倉時代の刀工である京の粟田口国綱の末裔を名乗り、父である忠綱が大阪へ移住。初代忠綱は近江守を受領。弟子に長綱がいる。二代忠綱も父と同じく近江守を受領する。よって、父子で「粟田口近江守忠綱」を刻銘する。初代の晩年作には二代と銘ぶりが似ているものもあり、二代の手が加わっているものと考えられている。初代と二代の銘の主な違いは「栗」と「綱」にあり、「西」と「糸」が異なる。
二代の初期には初代と似た作風である足長丁子を焼き、元禄頃から津田越前守助広に私淑した涛瀾乱れや、沸匂深い井上真改風の直刃を焼き、自身彫りを見る。刀身彫りには従来からある剣巻龍だけでなく、梅倶利伽羅や鯉の滝登り等、元禄の華を感じさせる濃密な彫りのある作品が多い。彫り物がある場合は、必ず茎に「彫同作」、「彫物同作」等と添銘を切る。

## 作風の特徴
- 造り込み - 脇差、2尺1寸前後の刀が多い。踏ん張りが付き先反りのつく、前時代の寛文新刀と比較して優しい姿となる。切先が伸びた姿のものが多い。
- 地鉄 - 地鉄よく練れ詰んだ、冴えた大坂新刀の地鉄となる。小板目に杢目を交え、地沸細かにつく。鎬地柾がかる。
- 刃文 - 大坂焼き出しに焼き幅が鎬筋にかかる程広く、一定のリズムの互の目を交え、焼き幅が一定となるものを基本とする。初期には足長丁子を焼き、壮年期には、直刃、涛瀾乱れに足長丁子を交えたものを焼く。彫り物がある場合は焼き幅が狭い。刃は沸出来で小沸が斑なくつき、刃中に砂流しが見られる。足長丁子を焼いた場合、足は長く、沸足の先の匂足は刃先に抜けるほどである。丁子の焼き頭同士に砂流しが絡み、あたかも焼き頭が風船のように膨らんでいるに見える。帽子は直ぐに小丸で返り短い。
- 茎 - 先細り片山形の刃上がり栗尻となる。鑢目筋違で化粧鑢を掛ける。棟地に小肉つく。
- 彫物 - 上述のような濃密な刀身彫りを見る。

## 作刀
- 重要文化財に1振り指定されている（太刀 銘「一竿子忠綱彫同作 宝永六年八月吉」、京都国立博物館蔵）e國宝 国指定文化財等データベース）
  - 国宝指定時（大正6年（1917年）4月5日）の所有者は、徳島県徳島市の国瑞彦神社（神社創建時に蜂須賀家より奉納されたという由来がある）。
- 都道府県、市町村で文化財に指定されているものもある。
  - 「刀 表銘 粟田口一竿子忠綱 裏銘 正徳三年二月吉日」 彦根藩13代・井伊直弼指料 彦根城博物館蔵
  - 「銘表 一竿子忠綱彫同作／銘裏「元禄十三年二月日／彫表・剣巻龍／彫裏・梅に竹」香川県立ミュージアム蔵
  - 「脇差 銘表 粟田口一竿子忠綱彫同作／彫表・玉追い龍／彫裏・龍」香川県立ミュージアム蔵
- 天明4年（1784年）3月24日に江戸城中で老中・田沼意次の子、若年寄・田沼意知を佐野善左衛門政言が暗殺した際に用いられたのが二代忠綱の大脇差と言う。当時、田沼時代と呼ばれるほどの権勢を誇り、収賄の悪名高かった田沼意次に一矢報いたことから、佐野は「世直し大明神」と崇められ、またその指料であった二代忠綱の刀も大いに人気を集めた。